# Resteröds kyrka
Resteröds kyrka är en kyrkobyggnad sedan 2011 i Ljungskile församling (tidigare Resteröds församling) i Göteborgs stift. Den ligger i Resteröd i Uddevalla kommun.

## Kyrkobyggnaden
Byggnaden är en långhuskyrka vars äldsta del, det rektangulära långhuset, byggdes under 1100-talet. Långhuset och koret, orienterat mot öster, skiljs åt av en triumfbåge. Under 1700-talet tillkom strävpelarna och år 1920 sakristian och vapenhuset, båda efter ritningar av Anders Roland. Ingången till kyrkan fanns ursprungligen på dess södra sida, men år 1869 sattes den igen och ersattes av en ingång på västra sidan. 
I närheten av kyrkobyggnaden, på en liten kulle, står en klockstapel, byggd 1859. I stapeln hänger en klocka daterad 1663.

## Takmålningar
Kyrkan har platt innertak och i långhuset finns gamla takmålningar, som kan vara från början av 1700-talet, då räkenskaperna för perioden 1702–1720 saknas. Stilmässigt kan de inte knytas till någon känd målare. De övermålades i mitten av 1800-talet med vit färg, men togs åter fram 1929 av konservator Carl Otto Svensson. Man fann då att kortaket saknade målningar och Svensson bemålade det då i samma stil som i långhuset. De konserverades 1958 av Thorbjörn Engblad. I takets mitt finns en ängel med ett språkband med påskriften: Herren ser till hjärtat.. Bland skyar svävar två änglar, som mellan sig håller ett språkband med påskrift: Helig, helig, helig  är Herren Sebaoth! Hela jorden är full av hans ära. Korets tak, som tidigare saknade utsmyckning, nydekorerades 1929 av Carl Oskar Svensson (1876–1965) med målningar i samma stil som långhusets, föreställande Gud Fader på sin tron och två änglar med ett språkband samt skyar och änglahuvuden.

## Inventarier
- Dopfunten av täljsten utfördes 1920 som en kopia av den ursprungliga dopfunten från 1100-talet. Den senare hade sålts till Göteborgs stadsmuseum. Den är i två delar och 67 cm hög. Cuppan är fyrkantig och nedåt något skrånande. På sidorna finns ornament i form av flätor, rutor och kryss samt därutöver figurfält med två drakar och slingor. Foten är fyrkantig, odekorerad och enkelt utformad. Uttömningshål i ena sidan av cuppans botten. Den anses vara tillverkad av dopfuntmästarna Sven stenhuggare och Torbjörn.[1]
- Altaruppsatsen målades 1681 av Severinus Christierni Wandaleus.
- Predikstolen härrör troligtvis från slutet av 1500-talet.
- Nuvarande orgel byggdes 1963 av Magnussons orgelbyggeri i Göteborg och ersatte en orgel från 1921. Kyrkan fick sin första orgel 1869.

## Galleri

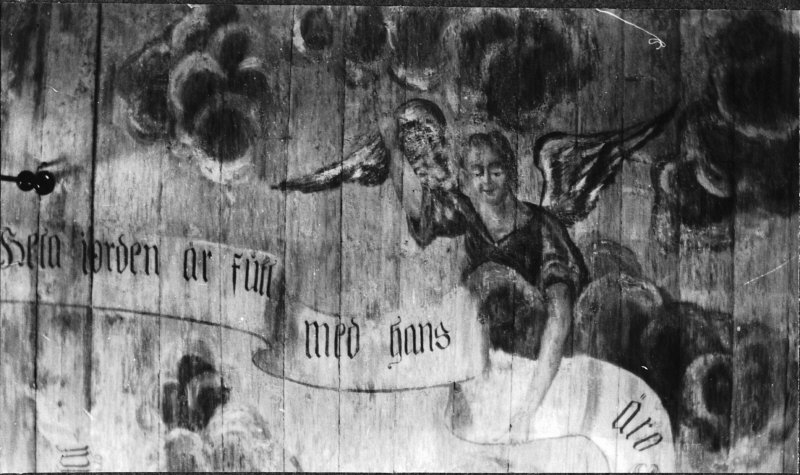
Detalj av takmålningen.
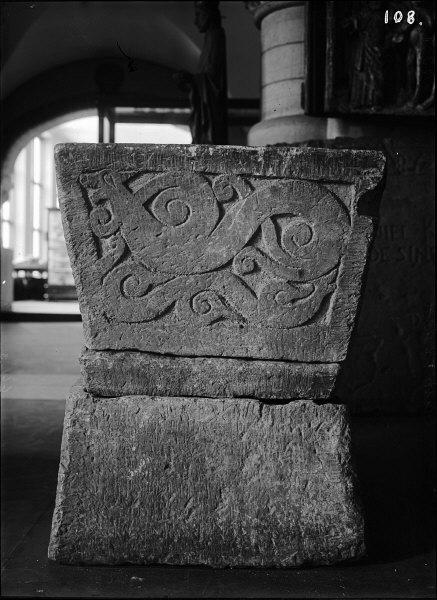
Dopfunten. Sidan med drakmotiv
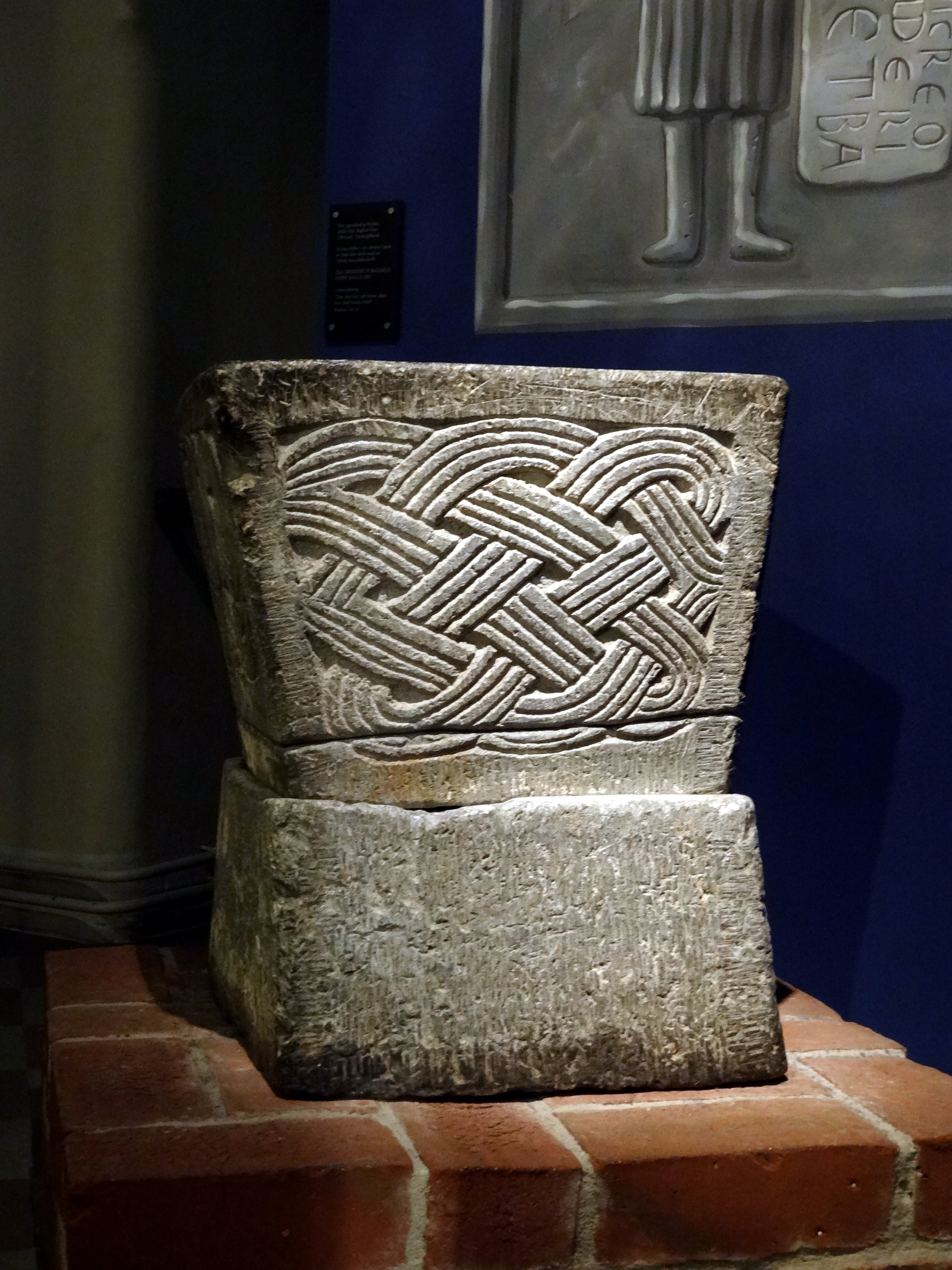
Den ursprungliga dopfunten finns i dag på Göteborgs Stadsmuseum.